# Lost and Found (chanson d'Ellie Goulding)
Pour les articles homonymes, voir Lost and Found.
Singles de Ellie Goulding
Something in the Way You Move
(2015) Army
(2015)
Pistes de Delirium
Army
(13) Devotion
(15)
Lost and Found est une chanson interprétée par l’auteure-compositrice-interprète anglaise Ellie Goulding et issue de son troisième album studio, Delirium (2015). Écrite par Goulding, Carl Falk, Max Martin, Laleh Pourkarim ainsi que par Joakim Berg (en) et produite par Falk, Martin et Kristian Lundin (en), elle sort le 23 octobre 2015 en tant que deuxième single promotionnel dans le cadre d’une campagne déployée avant la parution de l’opus.

## Composition
Lost and Found est un morceau de style pop disposant d’un tempo de cent trente-huit pulsations par minute. Composée par Ellie Goulding et coécrite avec Carl Falk, Max Martin, Laleh Pourkarim et Joakim Berg (en), cette chanson se démarque par son tempo à vitesse altérée et son organisation sonore incorporant principalement les cordes grattées d’une guitare, le tout combiné à des éléments de musique folk et électronique.

## Accueil critique
Lost and Found reçoit majoritairement des avis positifs de la part des critiques. Lewis Corner du site web britannique Digital Spy qualifie la chanson d’« hymne pop effervescent ». Rachel Brodski du magazine américain Spin commente que « ce titre serait même susceptible d’être joué en discothèque », tout en faisant l’éloge de son refrain et en ventant les mérites de son rythme « qui ne blesse jamais les oreilles ». De même, Bianca Gracie du blog musical américain Idolator (en) considère Lost and Found comme étant l’« une des pièces les plus mémorable que Goulding ait livré à ce jour ».

## Crédits
| Lieux - Enregistré : - aux studios MXM à Los Angeles aux États-Unis. - au studio du Palms à Las Vegas aux États-Unis. - aux studios Kinglet à Stockholm en Suède. Personnel - Ellie Goulding – vocaliste, compositrice - Carl Falk (en) – compositeur, producteur, guitariste, programmateur, claviériste, choriste - Max Martin – compositeur, producteur, choriste - Laleh Pourkarim – compositrice, choriste - Joakim Berg (en) – compositeur, producteur, guitariste acoustique | - Kristian Lundin (en) – producteur supplémentaire - Sam Holland – ingénieur du son - Rob Katz – ingénieur du son - Cory Bice – assistant ingénieur du son - Jeremy Lertola – assistant ingénieur du son - Martin Sköld – bassiste - Kristoffer Fogelmark – choriste - Gustaf Thörn – choriste Les crédits musicaux sont issus du livret de l’album Delirium. |

## Classements

### Classement hebdomadaire
| Classement (2015)              | Meilleure position |
| ------------------------------ | ------------------ |
| Australie (ARIA)               | 70                 |
| Irlande (IRMA)                 | 75                 |
| Suède (Sverigetopplistan)      | 89                 |
| Suisse (Schweizer Hitparade)   | 89                 |
| Royaume-Uni (UK Singles Chart) | 57                 |

## Formats et éditions
- Téléchargement mondial numérique

1. Lost and Found – 3:36

## Historique de sortie
| Pays ou continent | Date            | Format                                                                           |
| ----------------- | --------------- | -------------------------------------------------------------------------------- |
| Monde entier      | 23 octobre 2015 | Téléchargement légal (single promotionnel inclus avec la précommande de l’album) |